# Zhang Di
Dans ce nom, le nom de famille, Zhang, précède le nom personnel.
Pour les articles homonymes, voir Zhang.
Zhang Di (chinois : 張迪), née le 4 juillet 1968, est une judokate chinoise.

## Palmarés international
| Jeux olympiques       | Jeux olympiques | Jeux olympiques |
| Année                 | Médaille        | Catégorie       |
| --------------------- | --------------- | --------------- |
| 1992                  | bronze          | –61 kg          |
| Championnats du monde |                 |                 |
| Année                 | Médaille        | Catégorie       |
| 1991                  | argent          | +72 kg          |
| 1993                  | bronze          | –66 kg          |
| Jeux asiatiques       |                 |                 |
| Année                 | Médaille        | Catégorie       |
| 1990                  | or              | –66 kg          |
| 1994                  | bronze          | –61 kg          |
| Championnats d'Asie   |                 |                 |
| Année                 | Médaille        | Catégorie       |
| 1988                  | bronze          | –61 kg          |